# Chaetodon fremblii
Espèce
Statut de conservation UICN

 LC  : Préoccupation mineure
Chaetodon fremblii est une espèce de poissons appartenant à la famille des Chaetodontidae.